# Sennar
Sennar   (în arabă سنار) este un oraș  situat în partea de sud-est a Sudanului, pe Nilul Albastru. Este reședinta  statului Sennar. Centru universitar. Nu departe de localitate se află Barajul Sennar. Conform unei estimări din 2009, Sennar avea 148.880 locuitori.